# Live From The Gaiety
Live from the Gaiety eller 40 Years - Live from the Gaiety er et livealbum af det irske folkemusikgruppe The Dubliners udgivet i 2003. Det blev optaget under den irske del af deres turne i anledning af bandet 40 års jubilæum. Indspilningen af dobbeltalbummet skete i Gaiety Theatre i juni 2002. En dobbelt DVD af koncerten blev også udgivet under navnet Live - 40 Years.
De medvirkende er Barney McKenna, John Sheahan, Seán Cannon, Eamonn Campbell, Paddy Reilly, Ronnie Drew, og Jim McCann, hvilket er alle de overlevende medlemmer af bandet.
Albummet blev den sidste udgivelse med Ronnie Drew og Paddy Reilly sammen med The Dubliners. Det er også den sidste musikalske medvirken Jim McCann har med gruppen, men han introducerer gruppen på Live At Vicar Street og bliver interviewet på Luke Kelly - The Performer.
Albummet er blevet genudgivet i 2008 under navnet Absolutely Live!.

## Spor[2]
| Disc 1 | Disc 1                            | Disc 1         | Disc 1         | Disc 1 | Disc 1 | Disc 1 | Disc 1 | Disc 1 | Disc 1 |
| #      | Titel                             | Sangskriver(e) | Forsanger(e)   | Længde |        |        |        |        |        |
| ------ | --------------------------------- | -------------- | -------------- | ------ | ------ | ------ | ------ | ------ | ------ |
| 1.     | "The Black Velvet Band"           | traditional    | Seán Cannon    | 3:36   |        |        |        |        |        |
| 2.     | "The Foggy Dew"                   | traditional    | Paddy Reilly   | 3:42   |        |        |        |        |        |
| 3.     | "The Banks of the Roses"          | traditional    | Cannon         | 2:35   |        |        |        |        |        |
| 4.     | "Carrickfergus"                   | traditional    | Jim McCann     | 8:05   |        |        |        |        |        |
| 5.     | "McAlpine's Fusiliers"            | Dominic Behan  | Ronnie Drew    | 5:35   |        |        |        |        |        |
| 6.     | "Seven Drunken Nights"            | traditional    | Drew           | 4:19   |        |        |        |        |        |
| 7.     | "Don't Give It Up 'Til It's Over" | Johnny Duhan   | Drew           | 4:00   |        |        |        |        |        |
| 8.     | "South Australia"                 | traditional    | Barney McKenna | 5:25   |        |        |        |        |        |
| 9.     | "Dublin in the Rare Oul' Times"   | Pete St. John  | Reilly         | 4:51   |        |        |        |        |        |
| 42:08  |                                   |                |                |        |        |        |        |        |        |

| Disc 2 | Disc 2                                             | Disc 2                      | Disc 2                        | Disc 2 | Disc 2 | Disc 2 | Disc 2 | Disc 2 | Disc 2 |
| #      | Titel                                              | Sangskriver(e)              | Forsanger(e)                  | Længde |        |        |        |        |        |
| ------ | -------------------------------------------------- | --------------------------- | ----------------------------- | ------ | ------ | ------ | ------ | ------ | ------ |
| 1.     | "Whiskey in the Jar"                               | traditionel                 | Cannon                        | 4:52   |        |        |        |        |        |
| 2.     | "Grace"                                            | Seán O'Meara, Frank O'Meara | McCann                        | 5:12   |        |        |        |        |        |
| 3.     | "Chief O'Neill's/Trumpet Hornpipe/Mullingar Races" | traditionel                 | instrumental                  | 5:55   |        |        |        |        |        |
| 4.     | "The Wild Rover"                                   | traditional                 | Reilly, Drew, Cannon & McCann | 4:09   |        |        |        |        |        |
| 5.     | "Raglan Road"                                      | Patrick Kavanagh            | Drew                          | 5:26   |        |        |        |        |        |
| 6.     | "Rosin the Bow"                                    | traditional                 | McCann                        | 4:13   |        |        |        |        |        |
| 7.     | "The Fields of Athenry"                            | Pete St. John               | Reilly                        | 4:39   |        |        |        |        |        |
| 8.     | "Marino Casino"                                    | John Sheahan                | instrumental                  | 4:03   |        |        |        |        |        |
| 9.     | "Dirty Old Town"                                   | Ewan MacColl                | Reilly                        | 3:55   |        |        |        |        |        |
| 10.    | "The Irish Rover"                                  | traditional                 | Drew                          | 4:03   |        |        |        |        |        |
| 11.    | "Molly Malone"                                     | traditional                 | Reilly                        | 3:55   |        |        |        |        |        |
| 50:22  |                                                    |                             |                               |        |        |        |        |        |        |

## DVD-spor

### Disc 1
1. "Fairmoye Lasses & Sporting Paddy" (Traditional)
Instrumentalnummer, med John Sheahan på violin
2. "Foggy Dew" (Traditional)
Forsanger Paddy Reilly
3. "The Rare Old Times" (Pete St. John)
Forsanger Paddy Reilly
4. "The Banks Of The Roses" (Traditionel)
Forsanger Seán Cannon
5. "Black Velvet Band" (Traditionel)
Forsanger Seán Cannon
6. "Showman's Fancy/Wonder Hornpipe/Swallow's Tail" (Traditionel)
Instrumentalnummer, med John Sheahan på tin whistle og Barney McKenna på tenorbanjo
7. "Carrickfergus" (Traditionel)
Forsanger Jim McCann
8. "Lord of the Dance" (Sydney Carter)
Forsanger Jim McCannLord of The Dance
9. "McAlpine's Fusiliers" (Domnic Behan)
Forsanger Ronnie Drew
10. "Raglan Road" (Patrick Kavanagh)
Forsanger Ronnie Drew
11. "The Old House/Maid behind the Bar/Boyne Hunt/Shaskeen/High Reel" (Traditionel)
Instrumentalnummer, featuring Barney McKenna on tenor banjo
12. "Seven Drunken Nights" (Traditionel)
Forsanger Ronnie Drew

### Disc 2
1. Don't Give Up 'Til It's Over" (Johnny Duhan)
Forsanger Ronnie Drew
2. The Town I Loved So Well" (Phil Coulter)
Forsanger Paddy Reilly
3. "South Australia" (Traditionel)
Forsanger Barney McKenna
4. "Whiskey in the Jar" (Traditionel)
Forsanger Seán Cannon
5. "Grace" (Seán & Frank O'Meara)
Forsanger Jim McCann
6. "Chief O'Neill's/Trumpet Hornpipe/Mullingar Races (Traditionel)
Instrumentalnummer, med Barney McKenna og John Sheahan på mandoliner
7. "Dicey Reilly" (Traditionel)
Forsanger Ronnie Drew
8. "Cill Chais" (Traditionel)
Forsanger Seán Cannon
9. "Roisin The Bow" (Traditionel)
Forsanger Jim McCann
10. "The Fields of Athenry" (Pete St. John)
Forsanger Paddy Reilly
11. "Marino Casino/Gerry Cronin's Reel/Denis Langton's Reel/The Irish Washerwoman" (Sheahan/Traditionel/Trad/Trad)
Instrumentalnummer, med John Sheahan på violin
12. "Dirty Old Town" (Ewan MacColl)
Forsanger Paddy Reilly
13. "Wild Rover" (Traditional)
Forsanger Paddy Reilly (første vers), Ronnie Drew (andet vers), Seán Cannon (tredje vers) og Jim McCann (fjerde vers)
14. "The Irish Rover" (Joseph Crofts)
Forsanger Ronnie Drew
15. "Molly Malone" (Traditional)
Forsanger Paddy Reilly

## Medvirkende
- Eamonn Campbell - akustisk guitar, mandolin, vokal
- Seán Cannon - akustisk guitar, vokal
- Ronnie Drew - akustisk guitar, vokal
- Jim McCann - akustisk guitar, vokal
- Barney McKenna - tenorbanjo, mandolin, vokal
- Paddy Reilly - akustisk guitar, vokal
- John Sheahan - violin, tin whistle, mandolin, vokal